# Partito Evoluzionista
Il Partito Evoluzionista (in portoghese Partido Republicano Evolucionista, lett. Partito Repubblicano Evoluzionista) è stato un partito politico portoghese attivò dal 1912 al 1919, ovvero durante il periodo della Prima Repubblica, guidato da António José de Almeida.

## Storia
Il partito fu fondato il 24 febbraio 1912 in seguito alla scissione interna del Partito Repubblicano Portoghese che diede origine anche al Partito Democratico e al Partito Unionista. I suoi membri erano chiamati gli almeidistas, dal nome del fondatore.
Il partito nelle elezioni in cui si presentò risultò essere spesso la seconda forza del paese e sempre si oppose ai governi formati dal Partito Democratico.
Dopo l'ascesa al potere di Sidónio Pais tramite un colpo di Stato nel dicembre 1917, il partito si oppose a Pais e al suo partito, il Partido Nacional Republicano, sostenitore del sidonismo. Gli evoluzionisti boicottarono le elezioni del 1918 convocate da Pais, non presentando nessun candidato.
Dopo l'assassinio di Pais alla fine del 1918, alle elezioni presidenziali del 1919 de Almeida si candidò e risultò il vincitore. Ciò però non volse al bene del partito che entrò in crisi e dovette nello stesso anno fondersi definitivamente con il Partito Unionista per fondare il Partido Republicano Liberal. Un'ala dissidente, contraria all'unione, fondò il Partido Popular.

## Ideologia
Il partito si proponeva questi obiettivi:
- Rigetto dell'anticlericalismo imperante tramite la revisione della legge che sanciva la divisione tra Stato e Chiesa;
- Decentramento amministrativo;
- Rirorma del Senato affinché includesse anche rappresentanti delle imprese;
- Amplicamento degli aventi diritto al voto;
- Suffragio femminile nelle elezioni amministrative.

## Risultati elettorali

### Congresso della Repubblica
| Data | Voti         | %            | Deputati     | +/-          | Senatori     | +/-          |
| ---- | ------------ | ------------ | ------------ | ------------ | ------------ | ------------ |
| 1913 | –            | 70,0         | 41 / 153     | Stabile      | 16 / 71      | Stabile      |
| 1915 | 62 845       | 22,0         | 26 / 163     | 15           | 9 / 69       | 7            |
| 1918 | Boicottaggio | Boicottaggio | Boicottaggio | Boicottaggio | Boicottaggio | Boicottaggio |
| 1919 | –            | 22,0         | 38 / 163     | 12           | 27 / 74      | 18           |

### Elezioni presidenziali
| Data          | Candidato               | Esito            |
| ------------- | ----------------------- | ---------------- |
| Maggio 1915   | Nessun candidato        | Nessun candidato |
| Agosto 1915   | Guerra Junqueiro        | Non eletto       |
| Aprile 1918   | Boicottaggio            | Boicottaggio     |
| Dicembre 1918 | Nessun candidato        | Nessun candidato |
| 1919          | António José de Almeida | Eletto           |